# Karl August Neumann
Karl August Neumann (6. dubna 1771 Großbothen – 10. února 1866 Praha) byl německo-rakouský pedagog, ekonom a chemik, známý zásluhou o rozvoj cukrovarnictví a lnářství v Čechách.

## Život
Neumann navštěvoval v letech 1783 až 1785 městskou školu v Grimmě a v letech 1785 až 1788 soukromou školu v Lipsku, kde byl také činný v obchodě. Po škole byl v roce 1788 zaměstnán v továrně v Geře. Působil zde až do roku 1793. V letech 1790 a 1791 podnikl jménem továrny desetiměsíční cestu po Čechách, Moravě, Slezsku, Haliči, Polsku, Moldavsku, Rusku a Prusku. V roce 1793 byl přijat na univerzitu v Jeně, kde studoval hospodářství.
Od roku 1796 strávil několik let jako učitel obchodních věd na dánském ostrově Als, poté v roce 1802 přesídlil do Čech jako ředitel továrny na bavlnu v Josefově Dolu u Mladé Boleslavi. Prostřednictvím Františka Josefa Gerstnera se stal nástupcem Johanna Andrease Scherera na Polytechnickém institutu v Praze. V roce 1807 se tam stal suplentem a v roce 1808 profesorem chemie. V roce 1817 byl jmenován c.k. obchodním radou.V letech 1817 až 1826 byl vedoucím obchodní a průmyslové inspekce.V v letech 1828, 1829, 1831, 1834 a 1836 řídil české obchodní výstavy v Praze. Byl členem c.k. Vlastenecké hospodářské společnosti v Praze. V roce 1852 odešel do důchodu. V roce 1859 získal čestný doktorát na univerzitě v Jeně.

## Dílo (výběr)
- Die Behandlung der Feuerwärme, besonders bey Erhitzung und Abdampfung tropfbarer Flüßigkeiten, nach physikalisch-chemischen Grundsätzen: Versuch eines Handbuchs für Oekonomen und Fabrikanten, Hammerich, Altona 1800.
- Lehrbuch der Chemie mit besonderer Hinsicht auf die Technologie, Gleditsch, Leipzig 1810.
- Vergleichung der Zuckerfabrikation aus in Europa einheimischen Gewächsen mit der aus Zuckerrohr in Tropenländern mit Bezug auf Staats- und Privatwirthschaft, Haase, Prag 1837.
- Die Bestandtheile und Zusammensetzungsweise vegetabilischer und animalischer Cörper und deren abstammender Substanzen, Prag 1839.
- Chemie als natürliche Grundlage wissenschaftlicher Natur- und Gewerbkunde mit den wichtigsten Resultaten physikalischer und chemischer Forschungen, Calve, Prag 1842.
- Betrachtungen der chemischen Elemente, ihrer Qualitäten, Aequivalente und Verbreitung (Verbindungen), Haase, Prag 1858.